# Superpuchar Polski w piłce nożnej 2025
Superpuchar Polski w piłce nożnej 2025 – mecz 34. edycji Superpucharu Polski, rozegrany 13 lipca 2025 na Enea Stadionie w Poznaniu, pomiędzy Lechem Poznań (mistrzem Polski 2024/25) a Legią Warszawa (zdobywcą Pucharu Polski 2024/25). 
30 maja 2025 Departament Rozgrywek Krajowych PZPN wyznaczył termin i godzinę spotkania. Transmisję meczu przeprowadzi Telewizja Polska na antenie TVP Sport oraz na stronie internetowej sport.tvp.pl, aplikacji mobilnej TVP Sport i Smart TV.
| Lech Poznań               |
| Trener: Niels Frederiksen |

| Legia Warszawa            |
| Trener: Edward Iordănescu |

| Lech Poznań               |
| Trener: Niels Frederiksen |

| Legia Warszawa            |
| Trener: Edward Iordănescu |

| Sędzia główny: Łukasz Kuźma |